# Region Tacna
Die Region Tacna [ˈtakna] (span. Región Tacna, Quechua Taqna suyu) ist die südlichste Region Perus. Sie grenzt im Westen an den Pazifik, im Osten an Bolivien und im Süden an Chile. Auf einer Fläche von 16.075 km² leben 341.800 Menschen (2015). Die Regionshauptstadt ist Tacna.

## Geographie
Die Landschaft ist sehr gebirgig, der schneebedeckte Berg Chupiquiña erreicht eine Höhe von 5788 Metern. Es ist in vielen Gebieten sehr sandig und hügelig.

## Bevölkerung
Die häufigsten Muttersprachen sind Spanisch (76 %), Aymara (19 %) und Quechua (3 %).

## Provinzen
Die Region ist unterteilt in vier Provinzen und 24 Distrikte.
| Provinz       | Hauptstadt |
| ------------- | ---------- |
| Candarave     | Candarave  |
| Jorge Basadre | Locumba    |
| Tacna         | Tacna      |
| Tarata        | Tarata     |

## Geschichte
Die Provinz wurde 1880 im Salpeterkrieg von Chile besetzt. Sie wurde zwar 1883 im Vertrag von Ancón Peru zugesprochen, blieb aber entgegen der Vereinbarung bis 1929 von Chile besetzt. Der Tacna-Arica-Kompromiss des US-Präsidenten Herbert Hoover führte dann zur endgültigen Rückgabe der Provinz an Peru.